# 江关浮桥
江关浮桥，又称虎牙浮桥，是东汉时在长江上架设的一座浮桥，也是历史上有记载的人类在长江上建造的第一座桥梁。这比黄河上的第一座桥晚了576年。
据《后汉书·岑彭传》记载，东汉建武十一年（公元35年），四川割据势力公孙述为阻止汉军入蜀在荆门和虎牙（今宜昌附近）间架设浮桥，阻断江面，但后来被岑彭用火攻摧毁，公孙述兵败被杀，刘秀统一中国。